# António Teixeira (compositeur)
Pour les articles homonymes, voir António Teixeira.
António Teixeira, né à Lisbonne le 14 mai 1707 et mort dans la même ville après 1769 et même 1774 selon certaines sources, est un prêtre, compositeur et claveciniste portugais.

## Biographie
On sait peu de chose sur sa vie. Il aurait été envoyé à Rome par le roi du Portugal João V pour y étudier pendant douze ans.
Le 11 juin 1728, il est élu chantre de la Cathédrale de Lisbonne.
De ses œuvres, il reste quelques cantatas de fête composées à l'intention de membres de l'aristocratie, des œuvres religieuses dans le style baroque italien, et deux opéras sur des livrets du dramaturge d'origine brésilienne António José da Silva (1705–1739), connu comme Le Juif. La collaboration avec Teixeira prit fin soudainement, avec son emprisonnement par le Saint-Office. Déclaré relapse et hérétique, attaché à son ancienne foi, il fut brûlé vif par l'Inquisition le 18 octobre 1739.
José Mazza a affirmé que Teixeira a composé sept opéras, sorte de singspiels avec intermèdes parlés qui ont été montés entre 1733 et 1739, pour de grandes marionnettes, dans le Théâtre du Bairro Alto (Quartier Haut) à Lisbonne. Teixeira est le premier musicien portugais à avoir composé un opéra comique.
Ses œuvres sacrées sont conservées dans les archives de la Cathédrale Sé de Lisbonne. L'œuvre la plus importante de Teixeira reste le Te Deum à vingt voix.
Pendant longtemps on a pensé qu'il était mort au cours du tremblement de terre à Lisbonne en 1755, mais des traces ont été retrouvées jusqu'en 1769.

## Œuvres principales
- Messes
- Motets
- Miserere
- Gli Sposi Fortunati, cantate (1732)
- Te Deum, à 20 voix (1734)
- Lamentations du prophète Jérémie
- Cantata a 3 voix
- Duo pour soprano et cordes avec clavecin (manuscrit conservé à la bibliothèque d'Évora)
- Concertata con violini, Obuè, Flauti, Trombe, e Corni da Caccia
- Gloria, Fama, Virtú, récitatifs et airs pour soprano, alto et ténor (manuscrit conservé à la Bibliothèque nationale de Lisbonne). Le compositeur n'y est pas nommé.

Opéra
- As Variedades de Proteu [« les Métamorphoses de Protée »], opéra en 3 actes (Théâtre du Bairro Alto, mai 1737)
- Guerras do Alecrim e Mangerona [« Les Guerres du Romarin et de la Marjolaine »], opéra comique en 3 actes, sur un livret de Antonio José da Silva (Théâtre du Bairro Alto de Lisbonne pour le Carnaval 1737 - manuscrit conservé à la Bibliothèque du Palais Ducal de Vila Viçosa, au Portugal)

## Discographie
- Te Deum - The Sixteen, dir. Harry Christophers (1992, Collins 13592)